# Тарасовка (Одесская область)
Тарасовка (укр. Тарасівка) — село, относится к Ивановскому району Одесской области Украины.
Население по переписи 2001 года составляло 68 человек. Почтовый индекс — 67220. Телефонный код — 4854. Занимает площадь 0,26 км². Код КОАТУУ — 5121882005.

## Местный совет
67220, Одесская обл., Ивановский р-н, с. Конопляное, ул. 30-летия Победы, 70